# Ambatomastax
Ambatomastax is een geslacht van rechtvleugeligen uit de familie Euschmidtiidae. De wetenschappelijke naam van dit geslacht is voor het eerst geldig gepubliceerd in 1965 door Descamps & Wintrebert.

## Soorten
Het geslacht Ambatomastax  is monotypisch en omvat slechts de volgende soort:
- Ambatomastax carinata (Descamps & Wintrebert, 1965)